# Arnold von Bruck

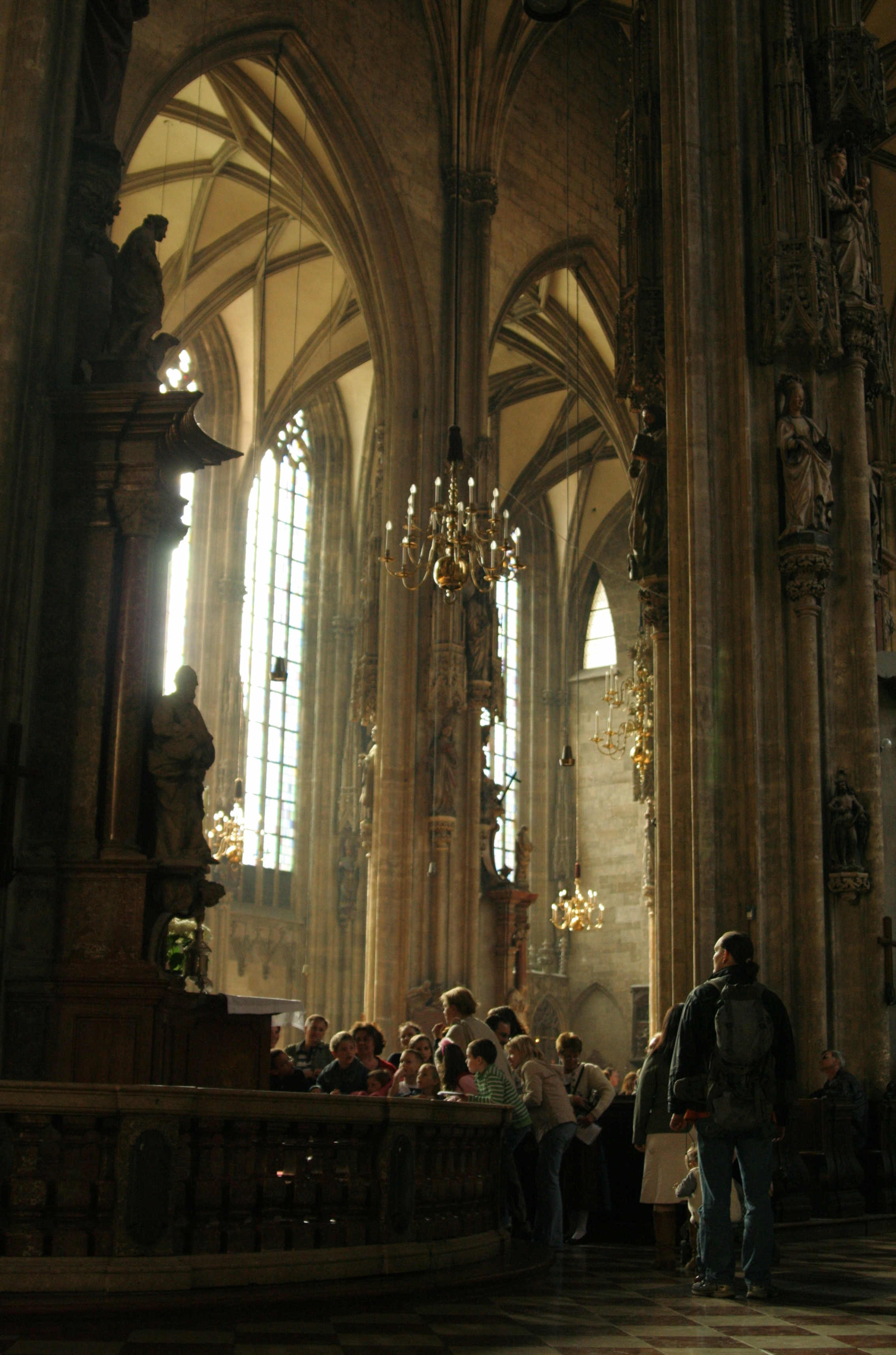
Bruck prestò servizio alla Cattedrale di Santo Stefano a Vienna, e compose musica per la Cappella musicale del Duomo negli anni 1540.

Arnold von Bruck, noto anche come Arnold de Pruck e Arnoldus Brugensis, indicativi della sua origine (Bruges, 1500 circa – Linz, 6 febbraio 1554), è stato un compositore fiammingo del Rinascimento, attivo in numerose Corti della casata degli Asburgo. Fu uno dei compositori più influenti dell'area di lingua tedesca nella prima metà del XVI secolo, epoca della riforma protestante. Egli comunque sembra sia rimasto cattolico.

## Biografia
Ricevette parte della sua iniziale educazione nel coro di voci bianche della Cappella musicale di Carlo V, dove studiò probabilmente con Marbriano de Orto. Pierre de La Rue era anch'egli membro della cappella, che era al quel tempo una delle più importanti istituzioni musicali in Europa. Bruck andò via intorno al 1519, e non si hanno sue notizie certe fino al 1527, quando divenne prete a Pas-de-Calais, nella diocesi di Thérouanne. Quello stesso anno divenne maestro di cappella dell'Arciduca Ferdinando, prima che diventasse imperatore. Bruck mantenne l'incarico per il resto della sua vita, ritirandosi alla fine del 1545.
Egli ebbe altri incarichi ed ottenne riconoscimenti durante la sua direzione della Cappella imperiale, alcuni anche in punti molto distanti dell'Impero. Fra questi vi furono la Cattedrale di Lubiana, La Cattedrale di Zagabria ed a Kočevje nell'attuale Slovenia. Agli inizi del 1543, Pieter Maessens si unì a lui nella Cappella della Corte viennese come assistente maestro di cappella; Maessens prese il post di Bruck quando questi lasciò l'incarico per raggiunti limiti di età, il 1º gennaio 1546. Qualche tempo dopo questa data Bruck tornò a Vienna e nel 1548 si spostò a Linz. Egli continuò a comporre, completando i suoi lavori per il Duomo di Vienna nel 1547. Morì poi a Linz.

## Musica
Bruck fu uno dei compositori più stimati delle terre sotto il dominio degli Asburgo durante la prima metà del XVI secolo, e scrisse numerosi pezzi sia di musica sacra che profana. Tutte le sue opere superstiti sono vocali. Compose mottetti, Magnificat e canzoni in lingua tedesca, sia sacre che profane. Una delle sue canzoni, Ihr Christen allgleiche, venne scritta in occasione dell'Assedio di Vienna del 1529 da parte dell'Impero ottomano.
Le sue musiche sacre, su testi in lingua latina, sono simili a quelle di Josquin Des Prez e della sua generazione. Brock evitò la densa e pervasiva imitazione dei contemporanei della scuola franco fiamminga come nella musica di Nicolas Gombert. Compose un pezzo a quattro voci sul Dies Irae, e un Te Deum. Alcuni dei suoi mottetti vennero composti con intento pedagogico, probabilmente nei confronti dei suoi allievi. Si presume che soltanto una piccola parte delle sue composizioni sacre su testi latini siano giunte a noi, poiché la maggior parte della musica composta nelle cappelle in cui prestò la sua opera andarono distrutte.
Alcuni corali Arnold von Bruck sono presenti nella collezione di Georg Rhau, Newe deudsche geistliche Gesenge del 1544. Insolitamente per l'epoca, esso contiene sia musiche della prima generazione di compositori protestanti, compreso Balthasar Resinarius e Sixt Dietrich, sia di cattolici come Bruck. Il contributo di Bruck è costituito da pezzi a quattro voci, e comprende lavori sia in latino che in tedesco; alcuni corali utilizzano vecchi temi impiegati da diverse generazioni precedenti, come Christ lag in Todesbanden, famoso anche per essere poi utilizzato da Johann Sebastian Bach nella sua cantata Christ lag in Todesbanden.
La reputazione di Bruck fu tale che ricevette diversi riconoscimenti, dediche e onori, compresi medaglioni, sculture, dediche di opere e musica. Copus Caspar, un compositore noto per aver operato a Vienna, gli dedicò un Salve Regina. Nonostante abbia operato nella terra di Lutero durante il periodo della Riforma, non vi sono evidenze che abbia avuto simpatie per il protestantesimo. Infatti la stima nei suoi confronti di sovrani cattolici e l'acquisizione continua di posti di alto prestigio suggeriscono che rimase cattolico nonostante alcuni studiosi precedenti avevano suggerito altrimenti.